# 15-та піхотна дивізія (Третій Рейх)
15-та піхотна дивізія (Третій Рейх) (нім. 15. Infanterie-Division) — піхотна дивізія Вермахту за часів Другої світової війни.

## Історія
15-та піхотна дивізія створена 1 жовтня 1934 у Вюрцбурзі в 7-му військовому окрузі (нім. Wehrkreis VII).

## Райони бойових дій
- Німеччина (жовтень 1934 — травень 1940);
- Люксембург, Бельгія та Франція (травень 1940 — липень 1941);
- СРСР (центральний напрямок) (липень 1941 — квітень 1942);
- Франція (квітень 1942 — лютий 1943);
- СРСР (південний напрямок) (лютий 1943 — серпень 1944);
- Угорщина (жовтень 1944 — лютий 1945);
- Чехословаччина (лютий — травень 1945).

## Командування

### Командири
- генерал-лейтенант Фрідріх Вільгельм Брандт (нім. Friedrich Wilhelm (Fritz) Brandt) (15 жовтня 1934 — 31 березня 1936);
- генерал-лейтенант Еміль Лееб (нім. Emil Leeb) (1 квітня 1936 — 1 квітня 1939);
- генерал-лейтенант Вальтер Бешнітт (нім. Walter Beschnitt) (1 квітня — 6 жовтня 1939);
- генерал артилерії Ернст-Ебергард Гелль (нім. Ernst-Eberhard Hell) (6 жовтня 1939 — 17 червня 1940);
- генерал від інфантерії Фрідріх-Вільгельм фон Шапп'юї (нім. Fridrich-Wilhelm von Chappuis) (17 червня — 12 серпня 1940);
- генерал артилерії Ернст-Ебергард Гелль (12 серпня 1940 — 8 січня 1942);
- генерал-майор Броніслав Павель (нім. Bronislaw Pawel) (11 — 23 січня 1942), ТВО;
- генерал-майор Альфред Шрайбер (нім. Alfred Schreiber) (23 січня — 3 лютого 1942), ТВО;
- генерал-майор Броніслав Павель (нім. Bronislaw Pawel) (3 лютого — 18 червня 1942), ТВО;
- генерал-лейтенант Еріх Бушенгаген (нім. Erich Buschenhagen) (18 червня 1942 — 20 листопада 1943);
- генерал-майор Рудольф Шперль (нім. Rudolf Sperl) (20 листопада 1943 — серпень 1944);
- генерал-майор Оттомар Бабель (нім. Ottomar Babel) (14 серпня — 5 вересня 1944), ЗБВ;
- генерал-майор Ганс Ленгенфельдер (нім. Hanns Laengenfelder) (жовтень 1944 — 8 травня 1945).

## Нагороджені дивізії
Нагороджені дивізії
Нагороджені Сертифікатом Пошани Головнокомандувача Сухопутних військ для військових формувань Вермахту за збитий літак противника (1)
- 1 лютого 1944 — 3-тя рота 106-го гренадерського полку за дії 7 листопада 1943 (№ 443).

|  | Кавалери Золотого Німецького Хреста                                                                        | 56                                                      |
|  | Кавалери Срібного Німецького Хреста                                                                        | 2                                                       |
|  | Кавалери Лицарського хреста Залізного хреста з Дубовим листям                                              | 1 (№ 856 генерал-майор Ганс Ленгенфельдер — 30.04.1945) |
|  | Кавалери Лицарського хреста Залізного хреста                                                               | 30                                                      |
|  | Кавалери Почесної Відзнаки Сухопутних військ «Почесна застібка на орденську стрічку для Сухопутних військ» | 13                                                      |

- Нагороджені Сертифікатом Пошани Головнокомандувача Сухопутних військ (4)
- Нагороджені Сертифікатом Пошани Головнокомандувача Сухопутних військ за збитий літак противника (2)